# Santa Clara (Albacete)
Santa Clara es un núcleo de población del municipio de Albacete (España) situado al sur de la capital.
Está situado junto a la CM-3203. Según el Instituto Nacional de Estadística, tiene una población de 8 habitantes (2016).